# Grängesvallen
Grängesvallen är en bandyanläggning i Grängesberg i Ludvika kommun, Dalarnas län och hemmaplan för Grängesbergs BK i bandy.
Anläggningen anlades 1937 och fick konstfrusen is 1991. Den har stått värd för fyra VM-matcher genom åren. Två i Världsmästerskapet i bandy för herrar 1997 och två i VM 2004. År 2000 anordnade Grängesberg junior-VM i bandy.

### Fotnoter
1. ↑  ”Konstisbanor”. Svenska Bandyförbundet. Arkiverad från originalet den 18 mars 2012. https://web.archive.org/web/20120318153225/http://iof1.idrottonline.se/SvenskaBandyforbundet/Bandy-Sverige/Anlaggningar/Konstisbanor/. Läst 9 augusti 2013.